# Kotajärvi (sjö i Finland, Lappland, lat 66,05, long 28,05)
Kotajärvi är en sjö i Finland. Den ligger i kommunen Posio i landskapet Lappland, i den norra delen av landet, 700 km norr om huvudstaden Helsingfors. Kotajärvi ligger 240,5 meter över havet. Den är 9,59 meter djup. Arean är 69,1 hektar och strandlinjen är 3,56 kilometer lång. Sjön  ingår i Koundaälvens huvudavrinningsområde. 